# Takastenus javanus
Takastenus javanus là một loài tò vò trong họ Ichneumonidae.